# あっちいって ユニコーン!
『あっちいって　ユニコーン!』は、エミリー・マロックの絵本（"Go Away Unicorn!"）および同書を原作としたテレビアニメ。テレビアニメはネルバナとソナーエンターテイメントが共同でYTVおよびディズニー・チャンネル向けに制作した。  

## あらすじ
アリスはキラキラしたものやおとぎ話より、科学やスポーツが大好きな女の子。そんなアリスの前に突然ユニコーンが現れ、一方的にアリスの家に住み着き、アリスのこだわりなどお構いなく様々なトラブルを引き起こす。おっちょこちょいでマイペースなユニコーンにアリスはいつも振り回されるが、二人の友情は深まってゆく。

## 制作の経緯
原作の絵本は2010年にカナダで出版された。
アニメ版は、2013年3月27日に、Tricon Films＆TelevisionとMercury Filmworksの共同制作として制作が開始されたが、2016年12月にTriconが破産したため、 Disney Channels WorldwideとCorus Entertainmentによってプロジェクトが立て直された。ソナーエンタテイメントは、このシリーズを含むTriconの資産を購入した。 2017年10月から、ソナーエンタテイメントとネルバナは、３０分番組として２６回分にあたる、1話あたり11分のエピソードを52話および1分間の短編エピソード10本の制作を開始した。

## 登場人物

### 絵本・アニメ共通の登場人物
アリス（Alice）
声 - レベッカ・フセイン / 佐藤亜美菜
主人公の女の子。10歳（アニメでは8歳）。突然現れたユニコーンを受け入れられず、彼を追い出そうとするが、いつの間にか親友になる。
アニメ版では、科学とスポーツを愛する天才少女という設定
ユニコーン（Unicorn）
声 - クリス・ディアマントポロス / 小田柿悠太
アリスの誕生パーティーに突如として現れた空想上の動物。アリスの家に居候してアリスの親友になるべくいろいろなことをしてはアリスに叱られる。
アニメ版では言葉を喋り、角を使って様々な魔法を操る。
パパ（Dad）
声 - クリス・ディアマントポロス / 木内秀信
アリスの父
アニメ版では建築士をしている。ひ弱で間が抜けているが、家族思いな父親として描かれている。
ママ（Mom）
声 - ジェニファー・ヘイル / 安永亜季
アリスの母
アニメ版では、サッカークラブのコーチをしたり、テレビ番組出場のためのオーディション動画をアリスと撮影したりとアクティブな性格として描かれている。
ヒューゴ（Hugo）
声 - ジェニファー・ヘイル /
アリスの弟
絵本では幼児だが、アニメ版では赤ちゃんになっている。セリフは全てアイコンで表現される。

### アニメ版の登場人物
オーリー（Ollie）
声 - ヴァルン・サランガ /
アリスのボーイフレンドのインド系カナダ人の少年
アリス同様の天才少年だが、極度のあがり症で、父親を失望させることを非常に恐れている。
ピクシー（Pixie）
声 - ジョゼッテ・ヘルパート / 金田愛
アリスの親友の女の子。近所に住んでいる。
アリスと正反対の性格で、キラキラしたものが大好き。アートの才能がある。
チェズ（Chez）
声 - デヴィン・マック /
アリスのライバルの金持ちの少年。金で手に入らないものは無いという考えを持っている。
何でも金で解決するため、努力をしたことが無く、努力（effort）という言葉の綴りを言えなかった。

### 絵本の登場人物
パティ（Patty）
アリスの友人の女の子。アリスの誕生パーティーに招待された。
自分の誕生日にはつまらない金魚しかもらえなかったと、アリスのユニコーンを羨ましがった。

## 参照資料
1. ↑  Pinto, Jordan (2016年12月20日). “Sonar Entertainment moves into kids content”. Kidscreen 2020年3月30日閲覧。